# Norwegische Meisterschaften im Biathlon 1982
Die norwegischen Meisterschaften im Biathlon 1982 fanden vom 29. bis 31. Januar 1982 in Steinkjer, Provinz Nord-Trøndelag statt. Ausgetragen wurden für Männer und Frauen je ein Einzel- und ein Sprintrennen sowie ein Staffelwettkampf.

## Männer

### Einzel (20 km)
| Platz | Starter         | Verein      | Zeit      | Fehler |
| ----- | --------------- | ----------- | --------- | ------ |
| 1     | Eirik Kvalfoss  | Voss        | 1:05:15 h | 2      |
| 2     | Odd Lirhus      | Voss        | 1:09:10 h | 5      |
| 3     | Terje Krokstad  | Krokstadøra | 1:09:11 h | 6      |
| 4     | Rolf Storsveen  | Elverum     | 1:09:32 h | 5      |
| 5     | Johnny Rognstad | Elverum     | 1:10:05 h | 4      |
| 6     | Ola Lunde       | Trysil      | 1:11:00 h | 3      |

Start: 29. Januar 1982

### Sprint (10 km)
| Platz | Starter         | Verein      | Zeit      | Fehler |
| ----- | --------------- | ----------- | --------- | ------ |
| 1     | Terje Krokstad  | Krokstadøra | 31:15 min | 1      |
| 2     | Eirik Kvalfoss  | Voss        | 32:17 min | 3      |
| 3     | Johnny Rognstad | Elverum     | 32:43 min | 2      |
| 4     | Odd Lirhus      | Voss        | 32:50 min | 4      |
| 5     | Rolf Storsveen  | Elverum     | 32:53 min | 4      |
| 6     | Øivind Nerhagen | Elverum     | 33:12 min | 2      |

Start: 30. Januar 1982

### Staffel (4 × 7,5 km)
| Platz | Starter                                                   | Region            | Zeit      |
| ----- | --------------------------------------------------------- | ----------------- | --------- |
| 1     | Ole Elvebakk Jakob Skogseid Eirik Kvalfoss Odd Lirhus     | Hardanger og Voss | 1:39:59 h |
| 2     | Øivind Nerhagen Arne Storsveen Ola Lunde Rolf Storsveen   | Østerdal          | 1:41:26 h |
| 3     | Stig Are Sund Jon Elvebakken Halvar Strand Terje Krokstad | Uttrøndelag       | 1:45:57 h |

Start: 31. Januar 1982

## Frauen

### Einzel (10 km)
| Platz | Starter         | Verein      | Zeit      | Fehler |
| ----- | --------------- | ----------- | --------- | ------ |
| 1     | Sonja Larsen    | Bjerkvik    | 49:34 min | 5      |
| 2     | Mette Mestad    | Torridal    | 49:57 min | 6      |
| 3     | Siv Bråten      | Drangedal   | 50:39 min | 5      |
| 4     | Anita Nygård    | Elverum     | 50:55 min | 7      |
| 5     | Ingeborg Nordmo | Kirkesdalen | 51:03 min | 9      |

Start: 29. Januar 1982

### Sprint (5 km)
| Platz | Starter           | Verein    | Zeit      | Fehler |
| ----- | ----------------- | --------- | --------- | ------ |
| 1     | Mette Mestad      | Torridal  | 25:10 min | 4      |
| 2     | Anita Nygård      | Elverum   | 25:39 min | 3      |
| 3     | Bente Mestad      | Torridal  | 26:15 min | 4      |
| 4     | Berit Thorvaldsen | Ringerike | 26:19 min | 3      |
| 5     | Siv Bråten        | Drangedal | 26:44 min | 4      |

Start: 30. Januar 1982

### Staffel (3 × 5 km)
| Platz | Starter                                        | Region   | Zeit      |
| ----- | ---------------------------------------------- | -------- | --------- |
| 1     | Mette Mestad Reidun Åsan Bente Mestad          | Agder    | 1:21:29 h |
| 2     | Gry Østvik Heidi Finnbråten Åse Torp           | Solør    | 1:24:00 h |
| 3     | Anita Nygård Mona Ottershagen Gunn Ottershagen | Østerdal | 1:25:08 h |

Start: 31. Januar 1982